# Hyalomis espia
Hyalomis espia là một loài bướm đêm thuộc phân họ Arctiinae, họ Erebidae.